# Peter Haughton Memorial
Peter Haughton Memorial är ett travlopp för 2-åriga varmblodiga travhästar. Loppet är ett sprinterlopp över 1609 meter med autostart, med försöks- och finallopp, som körs på Meadowlands Racetrack i East Rutherford i USA under Hambletoniandagen varje år i augusti. Första upplagan av Peter Haughton Memorial kördes år 1981. Förstapris är cirka 180 000 amerikanska dollar, vilket gör loppet till världens största 2-åringslopp.
Ett flertal svenskar har vunnit loppet, bland annat Jimmy och Johnny Takter, Jim Oscarsson, Berndt Lindstedt och Jan Johnson. Även Björn Goop var nära att vinna loppet 2016 med Victor Gio, tränad av Jimmy Takter.
Loppet körs till minne av travkusken Peter Haughton.

## Vinnare
| År   | Häst              | Efter          | Kusk            | Tränare           | Tid    | Tvåa               | Trea               |
| ---- | ----------------- | -------------- | --------------- | ----------------- | ------ | ------------------ | ------------------ |
| 2022 | Kilmister         | Chapter Seven  | Brian Sears     | Marcus Melander   | 1:53.3 | Oh Well            | Carter Michael Deo |
| 2021 | King Of The North | Walner         | Mark Macdonald  | Ray Schnittker    | 1:53.4 | Classic Hill       | Fast As The Wind   |
| 2020 | Zenith Stride     | Muscle Hill    | Brian Sears     | Mark Harder       | 1:54.2 | Moonstone          | Venerate           |
| 2019 | Real Cool Sam     | Muscle Hill    | David Miller    | Jim Campbell      | 1:53.1 | Rome Pays Off      | Expectations       |
| 2018 | Don't Let'em      | Muscle Hill    | Yannick Gingras | Jimmy Takter      | 1:51.4 | Green Manalishi    | Mass Fortune K     |
| 2017 | You Know You Do   | Muscle Hill    | Yannick Gingras | Jimmy Takter      | 1:54.2 | Samo Different Day | Farsetti Hanover   |
| 2016 | What The Hill     | Muscle Hill    | David Miller    | Ron Burke         | 1:54.4 | Victor Gio         | Rubio              |
| 2015 | Southwind Frank   | Muscle Hill    | Yannick Gingras | Ron Burke         | 1:53.4 | Brooklyn Hill      | Earn And Burn      |
| 2014 | Centurion ATM     | S.J.'s Caviar  | Åke Svanstedt   | Åke Svanstedt     | 1:53.2 | Uncle Lasse        | Cruzado Dela Noche |
| 2013 | Father Patrick    | Cantab Hall    | Yannick Gingras | Jimmy Takter      | 1:54.1 | Nuncio             | Southwind Spirit   |
| 2012 | Aperfectyankee    | Yankee Glide   | Jim Oscarsson   | Jim Oscarsson     | 1:54.1 | Corky              | Fashion Blizzard   |
| 2011 | Weingartner       | Donato Hanover | Johnny Takter   | Jimmy Takter      | 1:55.2 | Power Play         | Big Chocolate      |
| 2010 | The Lindy Reserve | S.J.'s Caviar  | Tim Tetrick     | Frank Antonacci   | 1:55.3 | Neal               | Leader of the Gang |
| 2009 | Holiday Road      | Yankee Glide   | Brian Sears     | Greg Peck         | 1:54.0 | Pilgrims Taj       | Lucky Chucky       |
| 2008 | Muscle Hill       | Muscles Yankee | Brian Sears     | Greg Peck         | 1:55.0 | Symphonic Hanover  | Citation Lindy     |
| 2007 | Blue York Yankee  | Muscles Yankee | Brian Sears     | Trond Smedshammer | 1:57.2 | Surtees Hanover    | Keystone Blitz     |
| 2006 | Donato Hanover    | Andover Hall   | Ron Pierce      | Steve Elliott     | 1:55.0 | Mythical Lindy     | Bamboo Yankee      |
| 2005 | Keystone Savage   | Yankee Glide   | Brian Sears     | Dane Snyder       | 1:58.0 | Lotsa Muscle       | Love of My Heart   |